# David Abal Diego
David Abal Diego (Redondela, 25 augustus 1986) is een voormalige Spaans wielrenner.

## Loopbaan
David Adal won in 2002 als nieuweling het Spaans nationaal kampioenschap in het veldrijden, op de weg won hij dat jaar ook de Prova Câmara Municipal da Trofa, een wedstrijd in Portugal. Als belofte viel hij vooral op in de Memorial Rodriguez Inguanzo, toen hij tweede werd achter Miguel Ochoa González.
David Adal reed daarna twee jaar, in 2007 en 2008, op het professionele niveau voor een Spaanse ploeg. Na twee jaar bij Xacobeo-Galicia (daarvoor Karpin-Galicia) keerde hij terug naar het nationale niveau. Hij wist geen ereplaatsen te behalen op het professionele niveau. Zijn beste prestatie was de 14e plaats in de vierde etappe van de Ruta del Sol van 2007, die werd gewonnen door Tom Boonen.
Na zijn profcarrière wist hij nog een aantal ereplaatsen te behalen op het nationale niveau. Na 2011, het jaar waarin hij de Clásica de Pascua CC Padrones won, stopte hij met wielrennen.

## Palmares
2002
- Nationaal kampioen cyclocross (niewelingen)
- Prova Câmara Municipal da Trofa (nieuwelingen)

2003
- 3e in de Prémio de Ciclismo de Palmeira, Prémio Peixoto Alves (junioren)

2006
- 2e in de Memorial Rodriguez Inguanzo (nationaal niveau)

2010
- 2e in de tijdrit van het kampioenschap van Galicië (nationaal niveau)

2011
- Clásica de Pascua CC Padrones (nationaal niveau)
- 2e in de tijdrit van het kampioenschap van Galicië (nationaal niveau)